# Pusillina philippi
Pusillina philippi é uma espécie de molusco pertencente à família Rissoidae.
A autoridade científica da espécie é Aradas & Maggiore, tendo sido descrita no ano de 1844.
Trata-se de uma espécie presente no território português, incluindo a zona económica exclusiva.